# Alexander Michailowitsch Butlerow

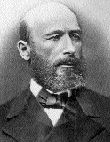
Alexander Michailowitsch Butlerow

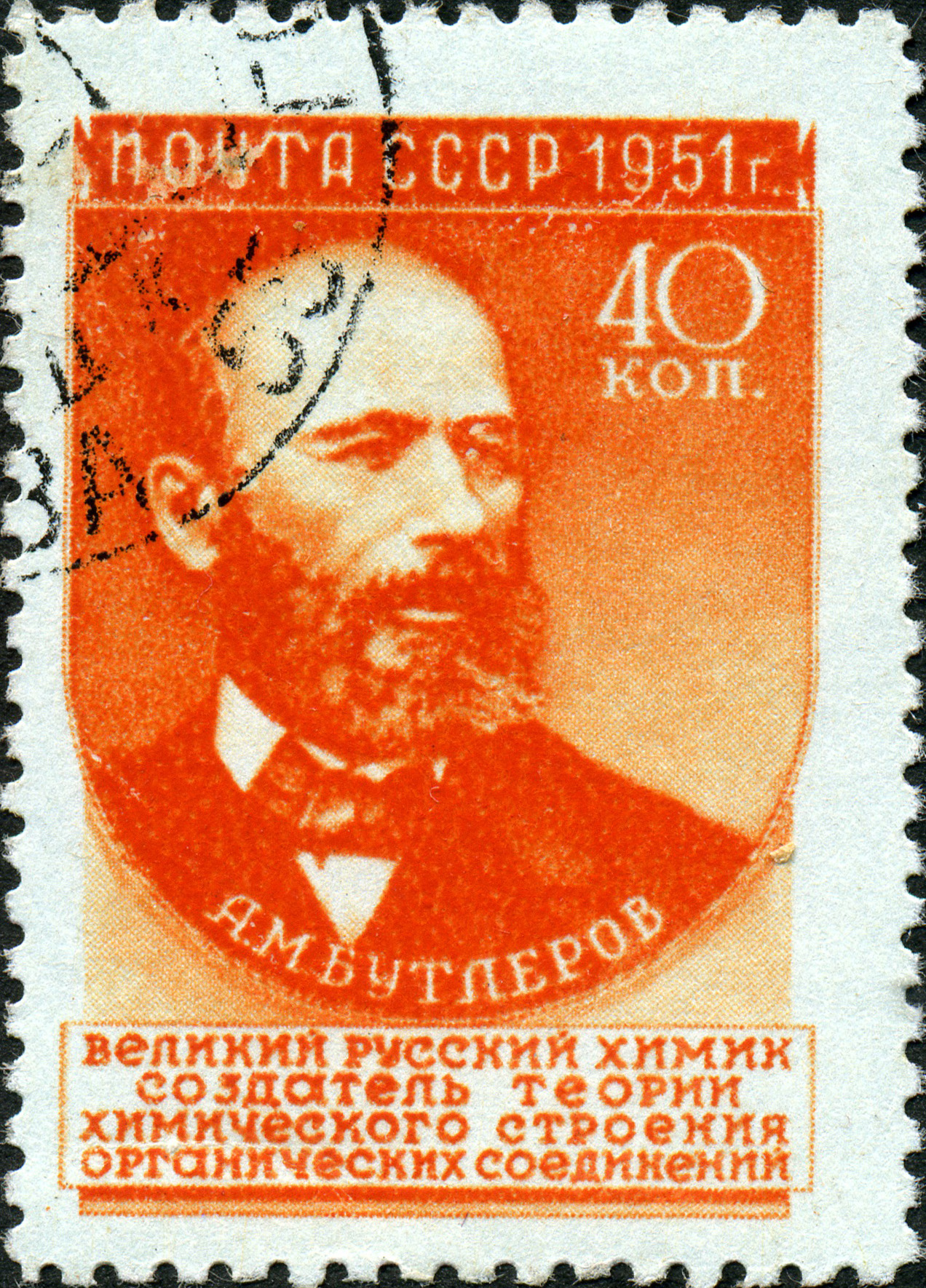
1951 Alexander Butlerow auf einer sowjetischen Briefmarke

Alexander Michailowitsch Butlerow (russisch Александр Михайлович Бутлеров, wiss. Transliteration Aleksandr Michajlovič Butlerov; Betonung: Alexánder Micháilowitsch Bútlerow; * 25. Augustjul. / 6. September 1828greg. in Tschistopol; † 5. Augustjul. / 17. August 1886greg. in Biarritz – nach anderen Angaben in Butlerowka) war ein russischer Chemiker und Professor.

## Leben
Butlerow studierte von 1844 bis 1849 Chemie an der Universität Kasan. 1854 wurde er an der Universität Moskau promoviert. Ab 1857 war Butlerow wieder in Kasan als Professor für Chemie tätig. Von 1868 bis 1885 hatte er einen Lehrstuhl für Chemie an der Universität Sankt Petersburg inne. Zu seinen Schülern gehörte Alexander Gorbow. Butlerow sprach und schrieb ein sehr gutes Deutsch. Von Emil Erlenmeyer war ihm sogar das Angebot gemacht worden, die „Zeitschrift für Chemie“ in Russland aufzulegen. Er war Mitglied der Gesellschaft Deutscher Naturforscher und Ärzte.

## Leistungen
Butlerow führte aufgrund von Untersuchungen an Isomeren die Begriffe Struktur und Strukturformel in die Chemie ein. Als Baustein der organischen Verbindungen ging er von einem vierwertigen Kohlenstoffatom aus und definierte die organische Chemie als „Chemie der Kohlenstoffverbindungen.“ Seine Forschungsarbeiten begründeten 1861 den Begriff der chemischen Struktur und dienten dann der Festigung der Strukturtheorie, u. a. der Synthese von theoretisch möglichen Isomeren. So synthetisierte er 1863 tert-Butanol aus Acetylchlorid und Dimethylzink. Butlerow untersuchte als erster systematisch Polymerisationsreaktionen. Ausgehend von Kalkmilch und Formaldehyd synthetisierte er ein Gemisch von Zuckern. Diese Zuckersynthese, die Formosereaktion, liefert ein Gemisch, das vor allem aus Pentosen und Hexosen besteht. Dies war die erste vollständige Synthese dieser höheren Kohlenhydrate (einschließlich der süßen Monosaccharide) aus einem einfachen Baustein in einem einzigen Arbeitsschritt. Die später von Conrad Peter Laar als „Tautomerie“ bezeichnete Erscheinung erkannte Butlerow als ein dynamisches Gleichgewicht zwischen zwei Isomeren. Er realisierte gewerbliche Anwendungen der Chemie und gründete Fabriken zur Herstellung von Seifen und Streichhölzern. Daneben setzte er sich für die Entwicklung der Landwirtschaft in Russland ein.
Butlerow veröffentlichte eines der ersten Lehrbücher für Chemie in russischer Sprache. Sein 1864 veröffentlichtes Wwedenije k polnomu isutscheniu organitscheskoi chimii („Einführung in das Studium der organischen Chemie“) wurde zudem als erstes russisches Lehrbuch ins Deutsche übersetzt.

## Werke (Auswahl)
- Введение к полному изучению органической химии, Kasan 1864
- Lehrbuch der organischen Chemie, 1868[6]

## Ehrungen (Auswahl)

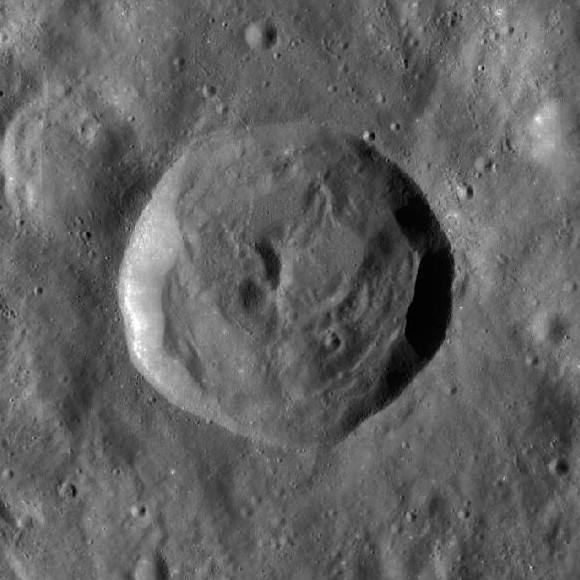
Der Mondkrater Butlerov

In Kasan wurde ihm ein Denkmal errichtet. Die Kasaner Föderale Universität hat seit 1929 ein nach ihm benanntes Institut für Chemie, und seit 1978 ein Butlerow-Denkmal am Eingang zu ihrem Garten. 1951 erschien die rechts weiter oben gezeigte russische Briefmarke mit seinem Porträt. Der Mondkrater Butlerov auf der Mondrückseite wurde nach ihm benannt.